# Sugita Ami
Sugita Ami (杉田 亜未, sinh ngày 14 tháng 3 năm 1992) là một cầu thủ bóng đá nữ người Nhật Bản.

## Đội tuyển bóng đá nữ quốc gia Nhật Bản
Sugita Ami thi đấu cho đội tuyển bóng đá nữ quốc gia Nhật Bản từ năm 2014 đến 2017.

## Thống kê sự nghiệp
| Nhật Bản  | Nhật Bản | Nhật Bản |
| Năm       | Trận     | Bàn      |
| --------- | -------- | -------- |
| 2014      | 1        | 0        |
| 2015      | 3        | 2        |
| 2016      | 1        | 0        |
| 2017      | 1        | 0        |
| Tổng cộng | 6        | 2        |